# Processioni storiche di Mendrisio

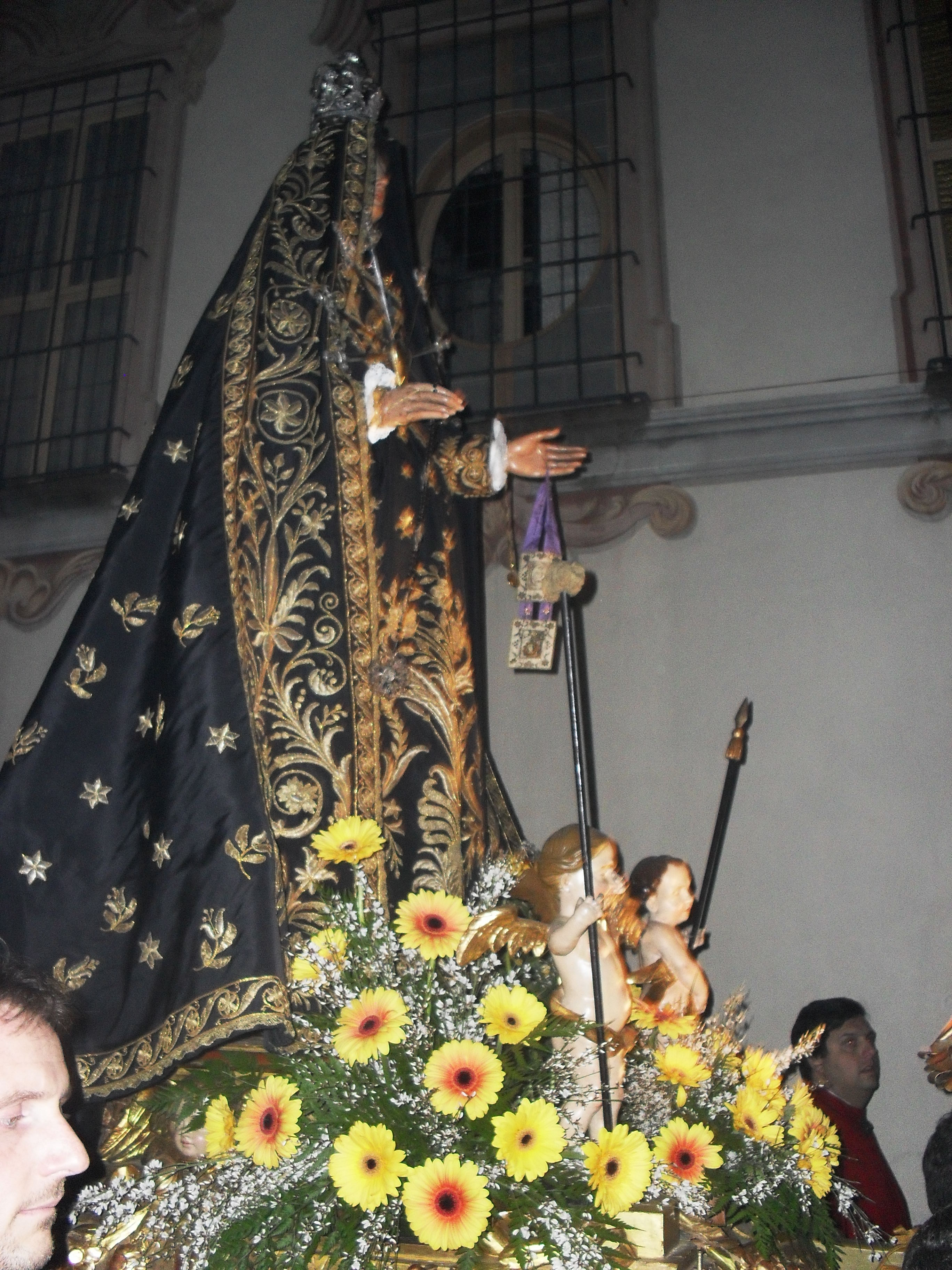
La Madonna dei sette dolori nella Processione del Venerdì Santo.

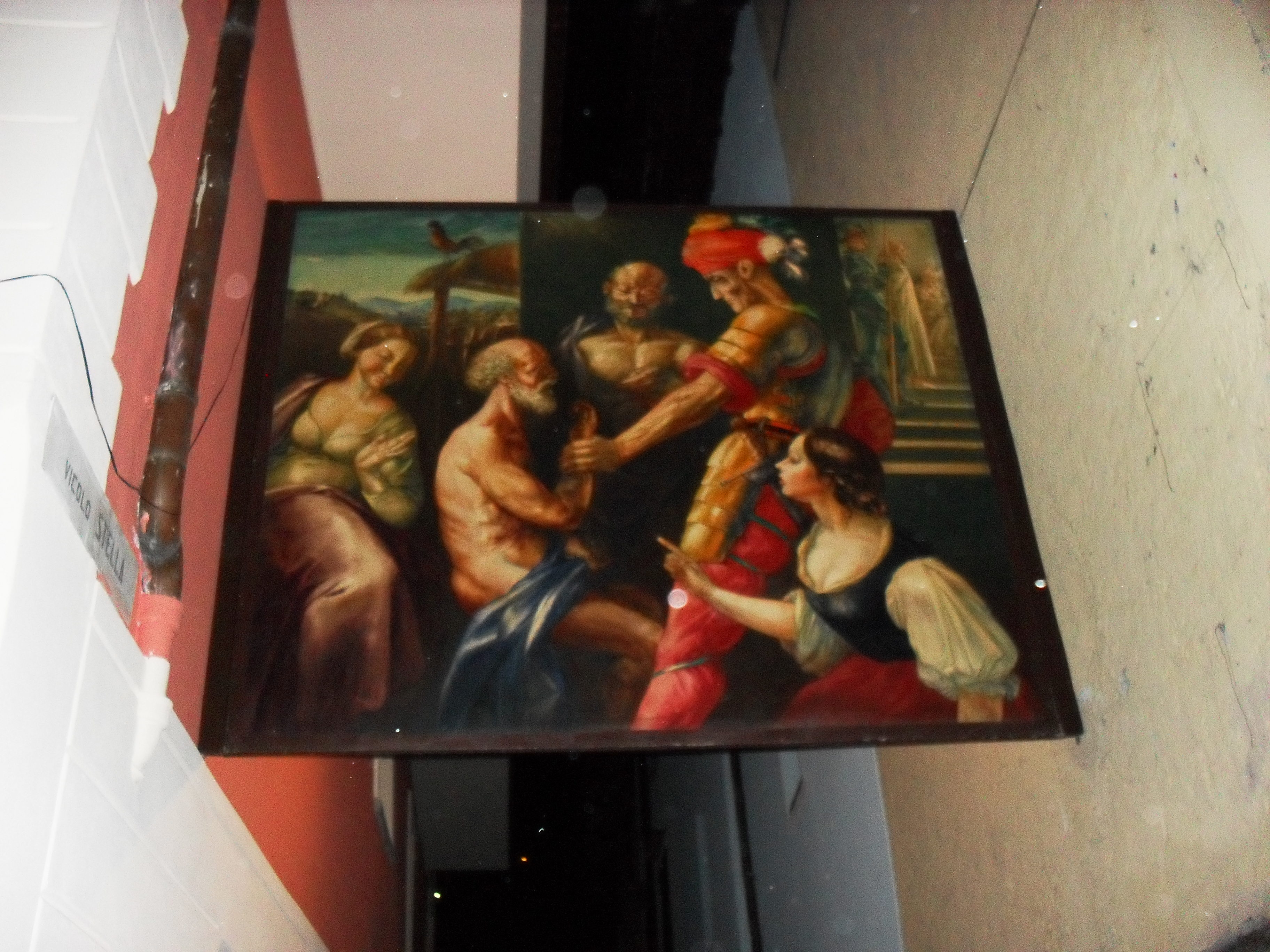
Uno dei Trasparenti posti nelle strade del centro storico di Mendrisio.

Le  Processioni storiche di Mendrisio o Processioni della Settimana Santa di Mendrisio sono manifestazioni di ispirazione religiose che si tengono nell'omonima località del Canton Ticino in Svizzera, il giovedì ed il venerdì Santo.

## Storia
Non è esattamente conosciuta la loro origine che comunque si perde probabilmente in epoca medioevale, in ogni caso sicuramente già si tenevano nel XVI secolo, mentre è del 1798 la regolamentazione dei cortei che vale ancora oggi. Nel 2019, vengono inserite dall'UNESCO nell'elenco dei patrimoni immateriali dell'umanità.

## Svolgimento
La processione del giovedì (popolarmente chiamata Funziun di Giüdee), è una rappresentazione in costume della passione di Cristo con tutti i personaggi correlati con accenni spettacolari e con qualche incongruenza storica, per esempio i Mori recano simboli islamici ed il re Erode (che al tempo della Passione era già morto da alcuni decenni), ha abiti di taglio tipicamente rinascimentale con un lungo strascico tenuto da bambini, sul quale vengono lanciati caramelle e cioccolatini. I personaggi in costume sono circa 200.
Quella del venerdì è più vicina ai canoni religiosi dove le varie congregazioni portano tra le vie del centro storico di Mendrisio, sullo stesso percorso della rappresentazione del giorno prima, varie effigi tra cui spicca quella del Simulacro del Cristo morto. I partecipanti possono raggiungere il numero di 600.
Il percorso prevede partenza ed arrivo in corrispondenza della Chiesa di San Giovanni Battista; sia in andata che in ritorno transita sotto la Chiesa dei Santi Cosma e Damiano, principale edificio religioso della città; infine all'altezza della Chiesa dei Cappuccini, il corteo con un breve circuito ritorna sui propri passi. Lungo il tragitto sono posti in posizione sopraelevata pannelli illuminati, che riportano scene della passione, detti trasparenti; altri trasparenti di piccole dimensioni vengono portati nella sfilata del venerdì.